# Carpella angustilinea
Carpella angustilinea là một loài bướm đêm trong họ Geometridae.